# Frankenstein (2007)
Frankenstein is een Britse televisiefilm uit 2007, geschreven en geregisseerd door Jed Mercurio. Het is een gemoderniseerde bewerking van Mary Shelley's roman Frankenstein uit 1818. De film werd op 24 oktober 2007 uitgezonden op het televisienetwerk ITV.

## Verhaal
Dr. Victoria Frankenstein (Helen McCrory), een vrouwelijke geneticus, doet onderzoek naar stamcellen en biotechnologie onder leiding  van Professor Andrew Waldman (Neil Pearson) en zijn assistent Dr. Ed Gore (Benedict Wong).
Wanneer ze bij een experiment het bloed van haar zoontje William toevoegt, in de hoop om zo organen te kweken die het leven van het jongetje kunnen redden, creëert ze per ongeluk een monster. Tijdens een stroompanne weet het monster te ontsnappen en bij zijn terugkeer wordt het monster opgesloten in het laboratorium van haar man, Dr. Henry Clerval (James Purefoy).
Nadat het monster zich in een van de tests op dezelfde manier als William gedraagt, weet Victoria het monster te bevrijden met de hulp van Henry. Al snel arriveert een team van gewapende mannen en eist dat ze hen het monster overdragen. Henry weigert en wordt neergeschoten, Victoria en het monster worden meegenomen. In de laatste scène probeert Victoria het monster op te voeden in een onbekende faciliteit, onder het oog van haar ontvoerders.

## Rolverdeling
| Acteur              | Personage                 |
| ------------------- | ------------------------- |
| Helen McCrory       | Dr. Victoria Frankenstein |
| James Purefoy       | Dr. Henry Clerval         |
| Neil Pearson        | Professor Waldman         |
| Benedict Wong       | Dr. Ed Gore               |
| Matthew Rault-Smith | William Clerval           |
| Fraser James        | Joe                       |
| Lindsay Duncan      | Professor Jane Pretorius  |
| Ace Bhatti          | Dr. Dhillon               |
| Julian Bleach       | The Monster               |
| Cally Hamilton      | Little Girl               |
| Michael Wildman     | DCI Connolly              |
| Peter Wight         | DCS Goode                 |
| Bruce Johnson       | Intelligence agent        |
| Anna Torv           | ITU Nurse                 |

## Trivia
- Er bestaat ook een director's cut van de film met een speelduur van 90 minuten.[2]